# Ходжсон, Тим
Тимоти (Тим) Ходжсон (англ. Timothy (Tim) Hodgson; Пустой шаблон {{ВД-Преамбула}} ) — канадский политик, член Либеральной партии, министр энергетики и природных ресурсов (с 2025).

## Биография
В 17 лет после окончания средней школы поступил на службу в Вооружённые силы Канады, служил офицером запаса с 1979 по 1985 год. В это время также учился в Университете Манитобы. Получив степень бакалавра коммерции по бухгалтерскому учету и финансам в 1983 году, работал бухгалтером в PwC в Виннипеге. В 1988 году получил степень магистра делового администрирования в Ivey Business School Университета Западного Онтарио.
С 1990 по 2010 год занимал различные должности в Нью-Йорке, Лондоне, Кремниевой долине и Торонто в Goldman Sachs, с 2005 по 2010 год был генеральным директором Goldman Sachs Canada. Работал в Goldman Sachs с Марком Карни. В 2010 году, когда Карни возглавлял Банк Канады, стал его специальным советником.
28 апреля 2025 года состоялись парламентские выборы, на которых Ходжсон по предложению премьер-министра Марка Карни выставил свою кандидатуру в округе Маркем — Торнхилл.
13 мая 2025 года Карни произвёл по итогам выборов масштабные перестановки в Кабинете, в числе прочих мер назначив Тима Ходжсона министром энергетики и природных ресурсов.